# الطاقة المتجددة في الاتحاد الأوروبي

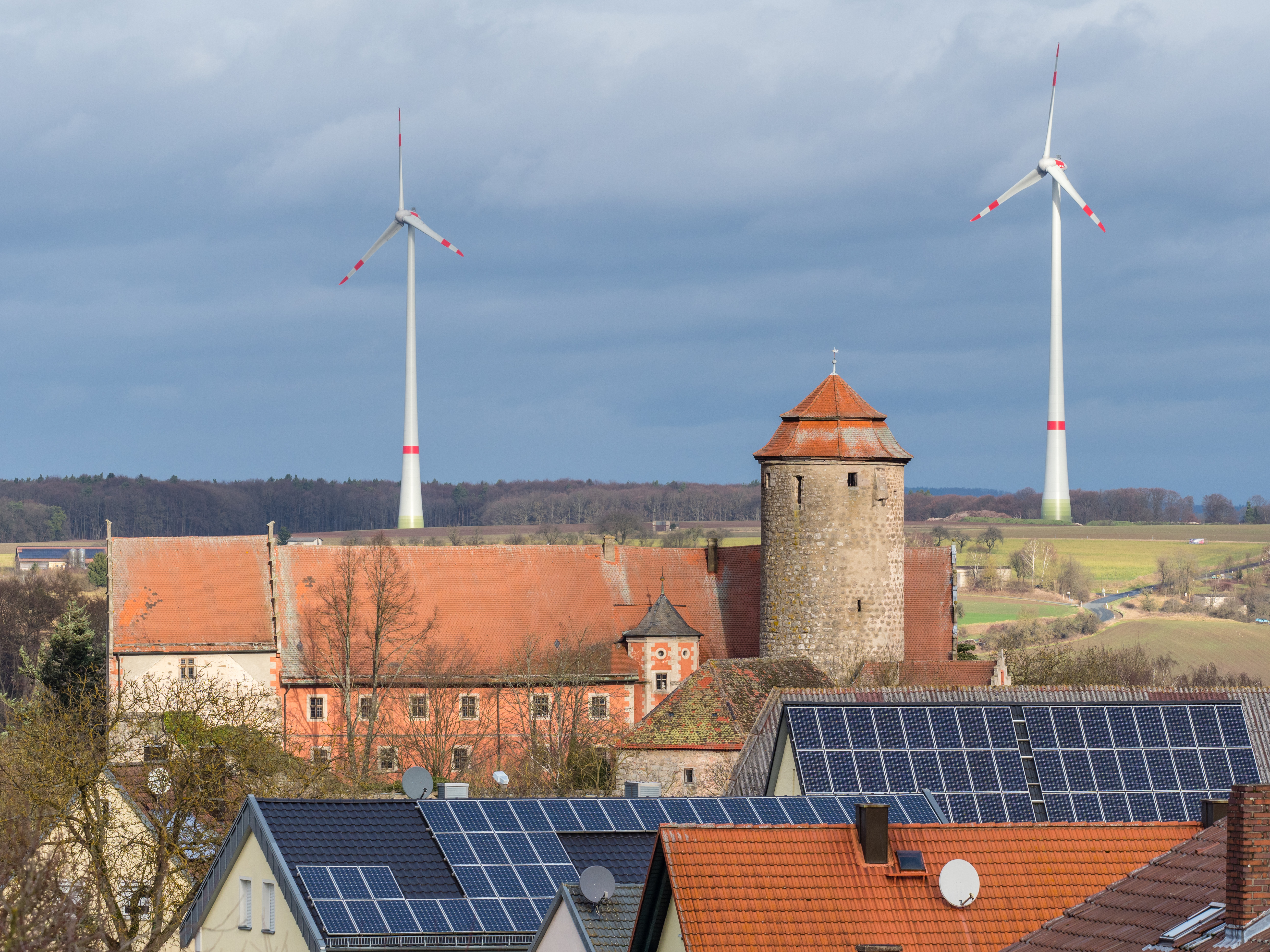

تلعب الطاقة المتجددة دورًا هامًا ومتزايدًا في نظام الطاقة في الاتحاد الأوروبي. بلغت حصة الطاقة من المصادر المتجددة لإجمالي الاستهلاك النهائي للطاقة 17% في عام 2016. يُمثل هذا ضعف حصة الطاقة لعام 2004 بنسبة 8.5%. تتضمن إستراتيجية أوروبا 2020 هدفًا للوصول إلى 20% من إجمالي الاستهلاك النهائي للطاقة من المصادر المتجددة بحلول عام 2020، و27% على الأقل بحلول عام 2030. تعتمد هذه الأرقام على استخدام الطاقة في جميع أشكالها عبر القطاعات الرئيسية الثلاثة، قطاع التدفئة والتبريد وقطاع الكهرباء وقطاع النقل.
نمت حصة المصادر المتجددة لإجمالي الاستهلاك النهائي للطاقة في جميع الدول الأعضاء منذ عام 2004. كانت السويد هي الدولة الرائدة بأكثر من نصف الطاقة (53.8%) التي توفرها مصادر الطاقة المتجددة في عام 2016 من حيث إجمالي الاستهلاك النهائي للطاقة، تلتها فنلندا (38.7%) ولاتفيا (37.2%) والنمسا (33.5%) والدنمارك (32.2%). سُجلت أدنى حصة لمصادر الطاقة المتجددة في عام 2016 في لوكسمبورغ (5.4%) تلتها مالطة وهولندا (0.6% لكل منهما).
تضع تعليمات الطاقة المتجددة الصادرة في عام 2009 إطارًا للدول الأعضاء الفردية لتقاسم أهداف الطاقة المتجددة على مستوى الاتحاد الأوروبي بالكامل بنسبة 20% لعام 2020. يُعد تشجيع استخدام مصادر الطاقة المتجددة أمرًا هامًا للحد من الاعتماد على طاقة الاتحاد الأوروبي ولتحقيق أهداف مقاومة الاحتباس الحراري. تحدد التعليمات أهدافًا لكل دولة عضو فردية مع الأخذ في الاعتبار نقاط البداية والاحتمالات المختلفة. تتراوح نسب أهداف استخدام الطاقة المتجددة بحلول عام 2020 بين الدول الأعضاء المختلفة من 10% إلى 49%. حققت 11 دولة عضو في الاتحاد الأوروبي اعتبارًا من نهاية العام 2016، أهدافها الوطنية بالفعل لعام 2020 قبل أربع سنوات من الموعد المحدد.

## الدول الأعضاء

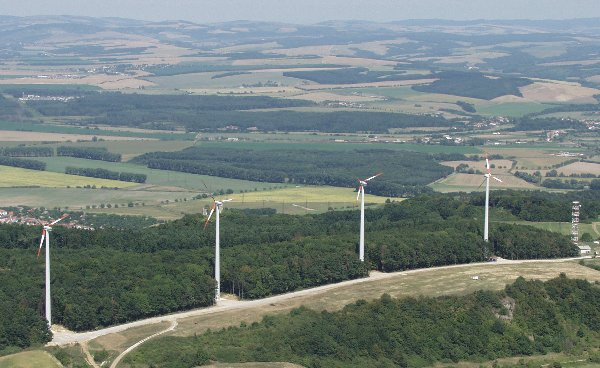
طواحين الهواء

### فرنسا
صدق البرلمان الفرنسي في يوليو 2015 على قانون الطاقة والمناخ الشامل، والذي يتضمن هدفًا إلزاميًا للطاقة المتجددة يتطلب 40% من الإنتاج الوطني للكهرباء من المصادر المتجددة بحلول عام 2030.
شكلت الكهرباء المتجددة 19.6% من إجمالي استهلاك الطاقة المحلية في فرنسا عام 2016، 12.2% حُصل عليها من الطاقة الكهرومائية و4.3% من طاقة الرياح و1.7% من الطاقة الشمسية و1.4% من الطاقة الحيوية.

### ألمانيا
ارتفعت حصة ألمانيا من الطاقة المتجددة لإجمالي الاستهلاك النهائي للطاقة في عام 2014 من 1.4% إلى 13.8%. شكلت مصادر الطاقة المتجددة 5.8% فقط في عام 2004 أو تقريبًا نفس حصة هولندا في عام 2014 (5.5%).
شكّل صافي الكهرباء المتولد من المصادر المتجددة حوالي 33.9% في عام 2016. تغيرت نسب إنتاج الكتلة الحيوية والطاقة الشمسية وطاقة الرياح وبلغت +4.8% و-3.1% و-1.7% على التوالي، مقارنة بالعام السابق، في حين انخفضت نسبة الطاقة المائية في حالة ملاءمة الأحوال الجوية إلى 10.3%. ولدت طاقة الرياح والطاقة الشمسية معًا طاقة أكثر من الطاقة النووية في عام 2016. انخفض الإنتاج النووي بنسبة 7.7%، في حين تغيرت نسب توليد الكهرباء من الغاز الطبيعي والبني والفحم الصلب إلى +50.2% و-3.3% و-5.8% على التوالي.

### إيطاليا
جاء 38.2% من استهلاك الطاقة الكهربائية الإيطالية من المصادر المتجددة في عام 2014، (كانت هذه القيمة 15.4% في عام 2005)، بما في 16.2% من إجمالي استهلاك الطاقة في البلاد (5.3% في عام 2005).
شكل إنتاج الطاقة الشمسية حوالي 9% من إجمالي استهلاك الكهرباء في البلاد في عام 2014، ما جعل إيطاليا الدولة الأعلى مساهمة في الطاقة الشمسية في العالم.